# Listeriosi
La listeriosi è una malattia infettiva causata dal batterio Listeria monocytogenes; è trasmessa in genere con gli alimenti e si manifesta sporadicamente in forma conclamata

## Etimologia
Listeria monocytogenes è termine latino dove il secondo vocabolo indica la capacità di sostanze estratte dalla membrana del batterio di generare la proliferazione di monociti nel coniglio; tale effetto non è mai stato riprodotto nell'uomo.

## Epidemiologia
L'incidenza è molto bassa, di appena 7 persone su un milione, e le categorie più a rischio sono soprattutto i neonati, le persone che hanno superato i sessant'anni e i soggetti che hanno immunodeficienze, nei quali si manifesta in genere nelle forme più gravi. Pur trasmettendosi per via alimentare, non dà, oppure solo in forma lieve, sintomatologie gastroenteriche, ma manifestazioni generali (vedi "Clinica"). In gravidanza può dare gravi ripercussioni sul feto.

## Eziologia
La Listeria monocytogenes è un cocco-bacillo Gram positivo, aerobio, intracellulare facoltativo, dotato di grande mobilità, contaminante una vasta gamma di alimenti. I sierotipi identificati sono 13, di cui quelli responsabili della maggior parte delle infezioni sono 1/2a, 1/2b e 4b. 
Il batterio è ubiquitario e l'infezione avviene principalmente per ingestione di alimenti contaminati, soprattutto se crudi, ma anche per contatto diretto e nel processo di macellazione di animali infetti. I cibi maggiormente incriminati sono latte non pastorizzato, formaggi freschi, insaccati e verdure, nei quali il batterio è particolarmente resistente essendo in grado di sopportare le basse temperature conseguenti alla refrigerazione e notevoli variazioni di pH. Un numero contenuto di batteri è in grado di provocare malattia nell'uomo in seguito ad ingestione. Circa l'1-5% della popolazione è costituita da portatori sani che espellono il batterio con le feci. I picchi d'incidenza si verificano durante i mesi estivi.
La malattia si manifesta anche negli animali, in particolare bovini, caprini e ovini ma anche pesci e insetti, che ingeriscono terreno o vegetali contaminati ed espellono il batterio con le loro feci che a loro volta possono contaminare alcuni dei suddetti alimenti. Se un animale ha mangiato alimenti contaminati da Listeria e non presenta alcun sintomo, la maggior parte degli esperti crede che non siano necessari test o trattamenti, anche per le persone a forte rischio di listeriosi. Le specie Listeria ivanovii e Listeria grayi sono prevalentemente patogene negli animali ma sono stati segnalati rari casi di infezione nell'uomo.

## Patogenesi
Una volta ingerito l'alimento contaminato, L. monocytogenes è in grado di resistere all'interno del tratto gastrointestinale all'azione degli enzimi proteolitici, all'acidità gastrica e ai sali biliari grazie ad una serie di meccanismi protettivi promossi da geni di risposta allo stress. Raggiunte le cellule bersaglio, ovvero gli enterociti e le cellule M delle placche di Peyer, utilizza l'internalina A (InlA), più selettiva o l'internalina B (InlB), meno selettiva per aderire ai recettori glicoproteici della loro membrana plasmatica quali ad esempio la caderina-E. Viene quindi endocitato all'interno di un endosoma che si fonda con un lisosoma formando il fagolisosoma. Il pH acido interno a questo vacuolo intracitoplasmatico attiva la listeriolisina O e due differenti fosfolipasi C che portano alla lisi del fagolisosoma e al rilascio del batterio nel citoplasma. Qui il patogeno si replica e altera i processi metabolici della cellula parassitata tramite lipidi presenti nella parete cellulare.
Replicatosi, si muove verso la membrana cellulare tramite ActA, una proteina posta all'estremità del batterio che modifica la polimerizzazione dell'actina in modo tale che le sue code restino fisse e si assembli solamente ad un'estremità. In questo modo il batterio è spinto verso un punto della membrana cellulare che protrude verso quella della cellule adiacente formando una struttura detta filopodio. A questo punto il batterio sfrutta nuovamente le internaline e i recettori dell'enterocita per ricominciare un nuovo ciclo. Tutti i geni che permettono l'ancoraggio, l'internalizzazione, la replicazione e il movimento direzionale fanno parte di un cluster regolato dal gene prfA (positive regulatory factor A).
L'infezione si diffonde in sedi extra-intestinali grazie all'azione del gliceride A, in grado di richiamare verso luogo dell'infezione un elevato numero di monociti. I macrofagi internalizzano a loro volta il batterio e lo trasportano in sedi lontane come fegato e milza, facilitando la diffusione dell'infezione e rendendo inefficace l'azione dell'immunità umorale. Questo è il motivo per cui molti soggetti affetti da listeriosi presentano difetti o deficit dell'immunità cellulo-mediata.

## Clinica
L. monocytogenes provoca principalmente infezioni del sistema nervoso centrale (meningite, encefalite,  meningoencefalite, ascesso cerebrale) e batteriemia nei soggetti immunocompromessi, nelle donne in gravidanza e in soggetti come neonati e anziani. Negli immunocompetenti la malattia sintomatica è rara ma quando presente si manifesta con una gastroenterite, in genere non grave. L'incubazione media dopo l'ingestione di cibo contaminato è di 3 settimane ma può prolungarsi fino a 70 giorni.

### Neonati
Nei neonati l'infezione si manifesta in due forme:
- La granulomatosi infantisettica è una forma ad esordio precoce nel quale il feto viene infettato per via transplacentare. È una malattia molto grave nel quale si manifestano ascessi e granulomi diffusi in molti organi con comparsa di eritema generalizzato e papule rosso cupo o bluastre al tronco e agli arti inferiori. Se non trattata conduce quasi sempre ad aborto, morte perinatale o parto prematuro.
- La forma ad esordio tardivo è caratterizzata da meningite o meningoencefalite associate a sepsi che si manifestano solitamente 2-3 settimane dopo la nascita. I sintomi sono aspecifici (febbre, nausea, vomito, rifiuto ad alimentarsi, letargia) e non si discostano da quelli di meningiti o meningoencefaliti causate da altri batteri, il che potrebbe renderne difficoltoso il riconoscimento.

### Adulti
Negli adulti l'infezione dà luogo a quattro possibili quadri:
- L'infezione asintomatica è caratteristica dei pazienti adulti immunocompetenti. Nei rari causi paucisintomatici assume le caratteristiche di una sindrome simil-influenzale talvolta associata a lieve gastroenterite che si manifesta 3 settimane dopo l'ingestione di cibo infetto con nausea e una diarrea della durata di 1-3 giorni.
- La listeriosi cutanea è una forma rara causata esposizione diretta al batterio su cute intatta. Colpisce generalmente veterinari entrati a contatto con feti animali infetti dopo 1-3 giorni di incubazione. Dopo circa un giorno di sindrome simil-influenzale si manifestano papule rosso cupo, ben delimitate, alcune delle quali evolvono in pustole.
- I pazienti con batteriemia primaria possono presentare una sindrome influenzale caratterizzata da febbre, brividi, mialgie, artralgie della durata di 7-10 giorni o una forma più severa con febbre alta e ipotensione. Le gravide infette possono trasmettere l'infezione al neonato poiché il batterio si replica anche in vagina e nell'utero. Nei neonati figli di donne che hanno contratto l'infezione in gravidanza e nei pazienti immunocompromessi questa seconda forma può essere mortale.
- Una meningite o meningoencefalite con sintomi piuttosto aspecifici (febbre, cefalea, mialgie, rigidità nucale, confusione, tremori, mioclonie, convulsioni, atassia), la forma più comune, colpisce pazienti immunocompromessi (oncologici, trapiantati, HIV). L'esordio è molto spesso subacuto pertanto la sintomatologia si sviluppa nel corso di diversi giorni e nel 10% dei casi presenta complicanze quali l'ascesso focale o la cerebrite. A differenza di altre forme di meningite la rigidità nucale è assente nel 25-30% dei casi mentre sono più comuni della norma tremori, mioclonie, convulsioni e atassia che si manifestano nel 25% dei casi. Queste meningiti hanno un tasso di mortalità del 20-30% e anche in caso di risoluzione tendono a lasciare gravi sequele neurologiche. Caratteristica è l'invasione del tronco cerebrale che provoca una romboencefalite che si manifesta con febbre e cefalea per i primi quattro giorni seguite da atassia, paralisi asimmetrica dei nervi cranici ed emiparesi che determinano spesso in un'insufficienza respiratoria acuta. La diffusione del batterio può determinare anche endocardite, osteomielite, colecistite e peritonite. Può manifestarsi porpora. Questa forma è la più frequente causa di meningite/meningoencefalite nei pazienti affetti da linfoma, nei trapiantati e nei pazienti in corso di terapia immunosoppressiva; è inoltre responsabile del 20% delle meningiti neonatali e di quelle degli adulti di età superiore ai 60 anni.

## Diagnosi
La listeriosi va sospettata in tutti i soggetti a rischio. Per la diagnosi si procede con un'emocoltura seguita da una rachicentesi al fine di esaminare il liquor cefalorachidiano sotto il profilo chimico-fisico, sottoponendolo a colorazione di Gram e a coltura. Per diagnosticare la patologia nel feto si può prelevare il liquido amniotico. In tutti i pazienti immunocompromessi, in caso di convulsioni o del sospetto di patologia occupante spazio, prima della rachicentesi e dopo aver impostato una terapia antibiotica empirica, va effettuata una risonanza magnetica o una TC encefalo. Alla microscopia ottica L. monocytogenes appare sotto forma di coccobacillo singolo, in coppia o disposto in corte catene a localizzazione intracellulare o extra-cellulare e con un caratteristico movimento "a capriola". In molti campioni di liquor, tuttavia, non si riesce ad identificare alcun microrganismo poiché la carica batterica è di norma bassa (< 104 CSF/mm3) rispetto a quella di altre meningiti batteriche. 
Il sangue prelevato si può coltivare nei normali terreni di coltura dove dopo 1-2 giorni d'incubazione si formano piccole colonie tondeggianti di un caratteristico colore blu. In coltura su terreno agar sangue di pecora mostra una debole β-emolisi che aumenta al CAMP test, il che può aiutare nella diagnosi differenziale. L'identificazione definitiva del patogeno può essere effettuata tramite test biochimici e sierologici specifici con PCR su sangue o su liquor. In caso di precedente terapia antibiotica esistono test di agglutinazione al lattice.

## Terapia
La terapia antibiotica ad ampio spettro va effettuata il più presto possibile poiché ritardi nel suo avvio determinano un peggioramento della prognosi. 
L'ampicillina è generalmente considerata l'antibiotico di scelta (2 g per endovena) con l'aggiunta di un aminoglicoside come la gentamicina (1 mg/kg EV ogni 8 h). Un antibiotico di seconda scelta è il cotrimossazolo. A differenza di altre meningiti batteriche non si devono utilizzare le cefalosporine poiché L. monocytogenes è resistente a questa classe di antibiotici e talvolta anche alle tetracicline e ai macrolidi. La batteriemia dovrebbe essere trattata per 2 settimane, la meningite per 3 settimane e gli ascessi cerebrali per almeno 6 settimane.
Il tasso di mortalità complessivo è del 20-30%. In gravidanza vi è una probabilità del 22% di perdita del feto o morte neonatale, ma le madri sopravvivono nella maggioranza dei casi.
La prevenzione si effettua mediante il lavaggio e la cottura del cibo. Le categorie ad alto rischio dovrebbero astenersi dal consumo di cibi crudi o poco cotti.